# John de Warenne, VIII conde de Surrey
John de Warenne (30 de junio de 1286 - junio de 1347), VII conde de Surrey fue un noble inglés del siglo XIV, e importante cortesano de la corte de Eduardo II de Inglaterra.
Era hijo de William de Warenne, hijo único de John de Warenne, VI conde de Surrey y de Joan, hija de Robert de Vere, V conde de Oxford. Warenne tenía sólo seis meses cuando su padre falleció, y ocho años a la muerte de su madre. Fue criado por su abuelo, al que sucedió como conde de Surrey a los diecinueve años.

## Trayectoria
Fue uno de los nobles que con más ahínco se opuso al ascenso del favorito real Piers Gaveston y contribuyó al destierro del mismo en 1308. Tras el regreso de Gaveston al año siguiente, el enfrentamiento entre ambos pareció suavizarse, pero en 1311, Warenne fue uno de los nobles que participó en la captura del valido, aunque no se mostró de acuerdo con su ejecución a manos del Guy de Beauchamp, X conde de Warwick un año después.
Siempre fiel al monarca, se convirtió en enemigo irreconciliable de Tomás Plantagenet, II conde de Lancaster, primo de Eduardo II y principal líder de la oposición baronal, con el que llegó a entablar una guerra personal que le costaría la pérdida de numerosas tierras en Lancaster. No obstante, consiguió finalmente derrotar al conde y formar parte del tribunal que, en 1322 le condenó a muerte.
Warenne fue también, junto a su cuñado Edmund FitzAlan, IX conde de Arundel, uno de los últimos nobles que se mantuvieron leales a Eduardo II frente al ascenso de la reina Isabel y Roger Mortimer. Tras la ejecución de Arundel, se pasó al bando de la reina, urgiendo a Eduardo II a que abdicara en 1327.
Ejerció también como tutor de su primo Edward Balliol, y cuando este reclamó sus derechos al trono escocés, participó en su campaña en Lothian. Balliol nombró a Warenne conde de Strathern, aunque sólo nominalmente, ya que las posesiones reales estaban en poder de otro candidato.
Warenne falleció en 1347 y fue enterrado en el monasterio de Lewes. Fue sucedido por su sobrino Richard FitzAlan, que heredó también el título de conde de Arundel.

## Familia
El 25 de mayo de 1306, Warenne contrajo matrimonio con Joan de Bar, hija de Enrique III de Bar y de Leonor de Inglaterra, hija de Eduardo I y de Leonor de Castilla. El matrimonio no funcionó y ambos cónyuges vivieron separados. No tuvieron hijos, pero su unión nunca fue disuelta.
Warenne tomó entonces como amante a Matilda de Nerford, con la que tuvo varios hijos ilegítimos, y posteriormente a Isabella Holland, hermana de Thomas Holland, que llegaría a ser conde de Kent.